# /dev/zero
/dev/zero is een begrip uit de computerwereld. In Unix-systemen is /dev/zero een virtueel uitvoerapparaat dat vergelijkbaar is met /dev/null. Als er naar geschreven wordt, werkt /dev/zero op dezelfde manier als /dev/null, want de data verdwijnen in het niets. Als er echter uit gelezen wordt, levert /dev/zero zoveel ASCII null-karakters als in het leescommando opgevraagd wordt.

## Voorbeelden van het gebruik van /dev/zero
Om een bestand van 100 MiB te maken, kan men het volgende commando uitvoeren (dd converteert en kopieert een bestand):
```
dd if=/dev/zero of=foobar bs=1M count=100

```

Om een harde schijf te wissen:
```
dd if=/dev/zero of=/dev/hda

```

Hierdoor wordt de eerste IDE-schijf volledig overschreven met null-karakters. De data kunnen dan, zelfs door gespecialiseerde datarecoverybedrijven, niet meer worden achterhaald.